# Tom Fleischman
Tom Fleischman (Nova Iorque, 15 de setembro de 1951) é um sonoplasta estadunidense. Venceu o Oscar de melhor mixagem de som na edição de 2013 por Hugo, ao lado de John Midgley.